# Kōta Mori
Kōta Mori (japanisch 森 晃太 Mori Kōta; * 13. Juni 1997 in Anjō) ist ein japanischer Fußballspieler.

## Karriere
Mori erlernte das Fußballspielen in der Jugendmannschaft von Nagoya Grampus. Seinen ersten Vertrag unterschrieb er 2016 bei Ventforet Kofu. Der Verein spielte in der höchsten Liga des Landes, der J1 League. Am Ende der Saison 2017 stieg der Verein in die zweite Liga ab. Für den Verein absolvierte er 33 Ligaspiele. 2020 wechselte er zum Ligakonkurrenten Renofa Yamaguchi FC. Für den Verein aus Yamaguchi absolvierte er 31 Ligaspiele. Mitte Juli 2021 unterschrieb er einen Vertrag beim Drittligisten Fukushima United FC